# Neomaladera neglecta
Neomaladera neglecta är en skalbaggsart som beskrevs av Baraud 1965. Neomaladera neglecta ingår i släktet Neomaladera och familjen Melolonthidae. Inga underarter finns listade i Catalogue of Life.